# Alcobendas
Alcobendas (spanskt uttal: [alkoˈβendas]) är en stad och kommun i den autonoma regionen Madrid i centrala Spanien. Staden ligger cirka 15 kilometer nordost om centrala Madrid. Kommunen har 121 373 invånare (2024), på en yta av 44,98 km².

## Sport
Volleybollklubben CV Alcobendas, som vann spanska cupen 2020 kommer från kommunen.